# La Case de l'oncle Tom (film, 1913, Olcott)
Pour les articles homonymes, voir La Case de l'oncle Tom (homonymie).
La Case de l'oncle Tom (Uncle Tom's Cabin) est un film muet américain réalisé par Sidney Olcott en 1913. 
Ce film est une adaptation du roman La Case de l'oncle Tom de Harriet Beecher Stowe, paru en 1852.

## Synopsis
L'Oncle Tom et Eliza sont tous deux esclaves de la même maison dans le Kentucky.

## Fiche technique
- Réalisation : Sidney Olcott
- Scénario : d'après le roman de : Harriet Beecher Stowe
- Société de production : Kalem Company
- Pays d'origine :  États-Unis
- Format : Muet, Noir et blanc
- Date de sortie : 
  - États-Unis : 17 décembre 1913

## Distribution
- R. Bignoud
- Kenean Buel
- Hal Clements
- Miriam Cooper
- Henry Hallam
- George Hollister Jr.
- Miss Lincroft
- Anna Q. Nilsson
- James B. Ross
- Mary Swigert